# تپه چشمه غلامی ۲
تپه چشمه غلامی ۲ مربوط به دوره اشکانیان - دوره ساسانیان است و در شهرستان گیلانغرب، بخش گواور، دهستان گواور، غرب روستای چشمه غلامی واقع شده و این اثر در تاریخ ۱۸ اسفند ۱۳۸۷ با شمارهٔ ثبت ۲۴۸۶۸ به‌عنوان یکی از آثار ملی ایران به ثبت رسیده است.